# IC 914
IC 914 је спирална галаксија у сазвјежђу Волар која се налази на листи објеката дубоког неба у Индекс каталогу.
Деклинација објекта је + 23° 11' 24" а ректасцензија 13h 41m 40,6s. Привидна величина (магнитуда) објекта IC 914 износи 14,5 а фотографска магнитуда 15,2. IC 914 је још познат и под ознакама MCG 4-32-30, CGCG 131-27, PGC 48475.